# Methandriol
Methandriol (INN) (tên thương hiệu Crestabolic, Cytobolin, Diandren, Madiol, Stenediol, Mestenediol), còn được gọi là methylandrostenediol, cũng như 17α-methylandrost-5-ene-3β, 17β-diol, là một tổng hợp, hoạt động qua đường miệng androgen và steroid đồng hóa (AAS) được phát triển bởi Organon và được sử dụng trong cả hai dạng uống và tiêm (như methandriol dipropionate, methandriol propionate, hoặc methandriol bisenanthoyl axetat). Nó là một 17α-alkylated AAS và đạo hàm 17α-methyl hóa của nội sinh prohormone androgen androstenediol.
Methandriol đã được sử dụng trong điều trị ung thư vú ở phụ nữ. Nó đã được báo cáo là gần như nam hóa như liều tương đương testosterone propionate và methyltestosterone ở phụ nữ.
Methandriol vẫn được bán trên thị trường chỉ sử dụng lâm sàng ở Đài Loan và sử dụng cho thú y (dưới dạng methandriol dipropionate) chỉ ở Úc.
Methandriol (tên thương hiệu Androteston M, Notandron, Protandren) trước đây được bán trên thị trường là 25 mL và 50 mg/mL huyền phù nước để sử dụng bằng cách tiêm bắp.

## Lịch sử
Methandriol được tổng hợp lần đầu tiên vào năm 1935 cùng với methyltestosterone và mestanolone.
| Lộ trình / hình thức                                                | Androgen                                                                         | Liều dùng                        |
| ------------------------------------------------------------------- | -------------------------------------------------------------------------------- | -------------------------------- |
| Uống                                                                | Methyltestosterone                                                               | 30 con200 mg / ngày              |
| Uống                                                                | Fluoxymesterone                                                                  | 10 con40 mg 3x / ngày            |
| Uống                                                                | Calusterone                                                                      | 40 mg 4x / ngày                  |
| Uống                                                                | Normethandrone                                                                   | 40 mg / ngày                     |
| Tiêm <abbr title="<nowiki>Intramuscular</nowiki>">IM                | Testosterone propionate                                                          | 50 con100 mg 3x / tuần           |
| Tiêm <abbr title="<nowiki>Intramuscular</nowiki>">IM                | Testosterone enanthate                                                           | 200 sắt400 mg 1x / 2 trận4 tuần  |
| Tiêm <abbr title="<nowiki>Intramuscular</nowiki>">IM                | Testosterone cypionate                                                           | 200 sắt400 mg 1x / 2 trận4 tuần  |
| Tiêm <abbr title="<nowiki>Intramuscular</nowiki>">IM                | Methandriol (<abbr title="<nowiki>aqueous suspension</nowiki>">aq. Nghi ngờ.)    | 100 mg 3x / tuần                 |
| Tiêm <abbr title="<nowiki>Intramuscular</nowiki>">IM                | Androstanolone (<abbr title="<nowiki>aqueous suspension</nowiki>">aq. Nghi ngờ.) | 300 mg 3x / tuần                 |
| Tiêm <abbr title="<nowiki>Intramuscular</nowiki>">IM                | Thuốc nhỏ giọt propionate                                                        | 100 mg 3x / tuần                 |
| Tiêm <abbr title="<nowiki>Intramuscular</nowiki>">IM                | Nandrolone decanoate                                                             | 50 trận 100 mg 1x / 1 trận3 tuần |
| Tiêm <abbr title="<nowiki>Intramuscular</nowiki>">IM                | Nandrolone phenylpropionate                                                      | 50 con100 mg / tuần              |
| Lưu ý: Liều dùng không nhất thiết phải tương đương. Nguồn: Xem mẫu. |                                                                                  |                                  |